# Estación de Airolo
La estación de Airolo es la principal estación ferroviaria de la comuna suiza de Airolo, en el Cantón del Tesino.

## Historia y situación

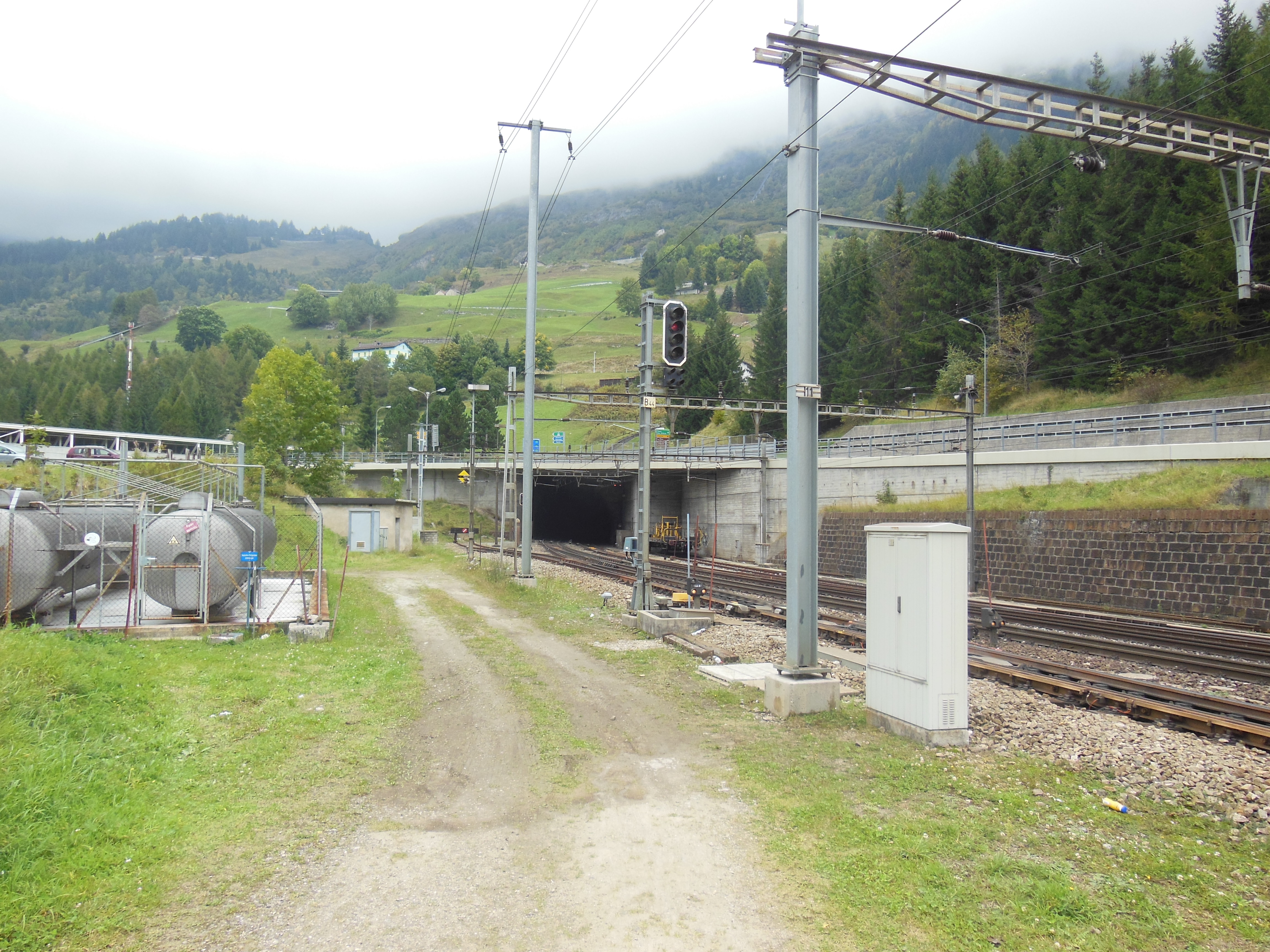
Boca sur del túnel de San Gotardo

La estación de Airolo  fue inaugurada en el año 1882 con la puesta en servicio al completo de la línea Immensee - Chiasso, más conocida como la línea del Gotardo.
Se encuentra ubicada en el borde sur del núcleo urbano de Airolo. Como servicios al cliente dispone de despacho de billetes y aparcamiento. Cuenta con dos andenes, uno central y otro lateral, a los que acceden tres vías pasantes. A ellas hay que sumar otras tres vías pasantes además de varias vías muertas para el apartado y estacionamiento de trenes. En la estación está la boca sur del túnel ferroviario de San Gotardo, situándose la boca norte en la estación de Göschenen.
En términos ferroviarios, la estación se sitúa en la línea Immensee - Chiasso. Sus dependencias ferroviarias colaterales son la estación de Göschenen hacia Immensee y la estación de Ambrì-Piotta en dirección Chiasso.

## Servicios ferroviarios
Los servicios ferroviarios de esta estación están prestados por SBB-CFF-FFS y por TiLo:

### Larga distancia
- IR Basilea SBB - Olten - Lucerna - Arth-Goldau - Schwyz - Brunnen - Flüelen - Erstfeld - Göschenen - Airolo - Faido - Biasca - Bellinzona - Giubiasco - Lugano - Mendrisio - Chiasso
- IR Basilea SBB - Olten - Lucerna - Arth-Goldau - Schwyz - Brunnen - Flüelen - Erstfeld - Göschenen - Airolo - Faido - Biasca - Bellinzona - Cadenazzo - Locarno.
- IR Zúrich - Zug - Arth-Goldau - Schwyz - Brunnen - Flüelen - Erstfeld - Göschenen - Airolo - Faido - Biasca - Bellinzona - Giubiasco - Lugano - Mendrisio - Chiasso
- IR Zúrich - Zug - Arth-Goldau - Schwyz - Brunnen - Flüelen - Erstfeld - Göschenen - Airolo - Faido - Biasca - Bellinzona - Cadenazzo - Locarno.

### TiLo
TiLo opera servicios ferroviarios de cercanías, llegando a la estación de Airolo algunos trenes aislados de la línea S10 que tiene como el otro extremo a Chiasso, aunque la mayoría de los servicios realizan el trayecto Biasca - Albate-Camerlata. Estos servicios parten de Airolo hacia Chiasso por la mañana y regresan por la noche.
- S 10 (Airolo - Faido -) Biasca - Castione-Arbedo - Bellinzona - Lugano - Mendrisio - Chiasso - Como San Giovanni - Albate-Camerlata